# Villeparisis
Villeparisis település Franciaországban, Seine-et-Marne megyében. Lakosainak száma 26 794 fő (2022. január 1.). Villeparisis Claye-Souilly, Courtry, Mitry-Mory, Le Pin, Tremblay-en-France és Vaujours községekkel határos.

## Népesség
A település népessége az elmúlt években az alábbi módon változott:
| Lakosok száma | 25 889 | 26 255 | 26 507 | 26 322 | 26 471 | 26 580 | 26 700 | 26 822 | 26 794 |
|               | 2013   | 2015   | 2016   | 2017   | 2018   | 2019   | 2020   | 2021   | 2022   |